# Katja Dörner

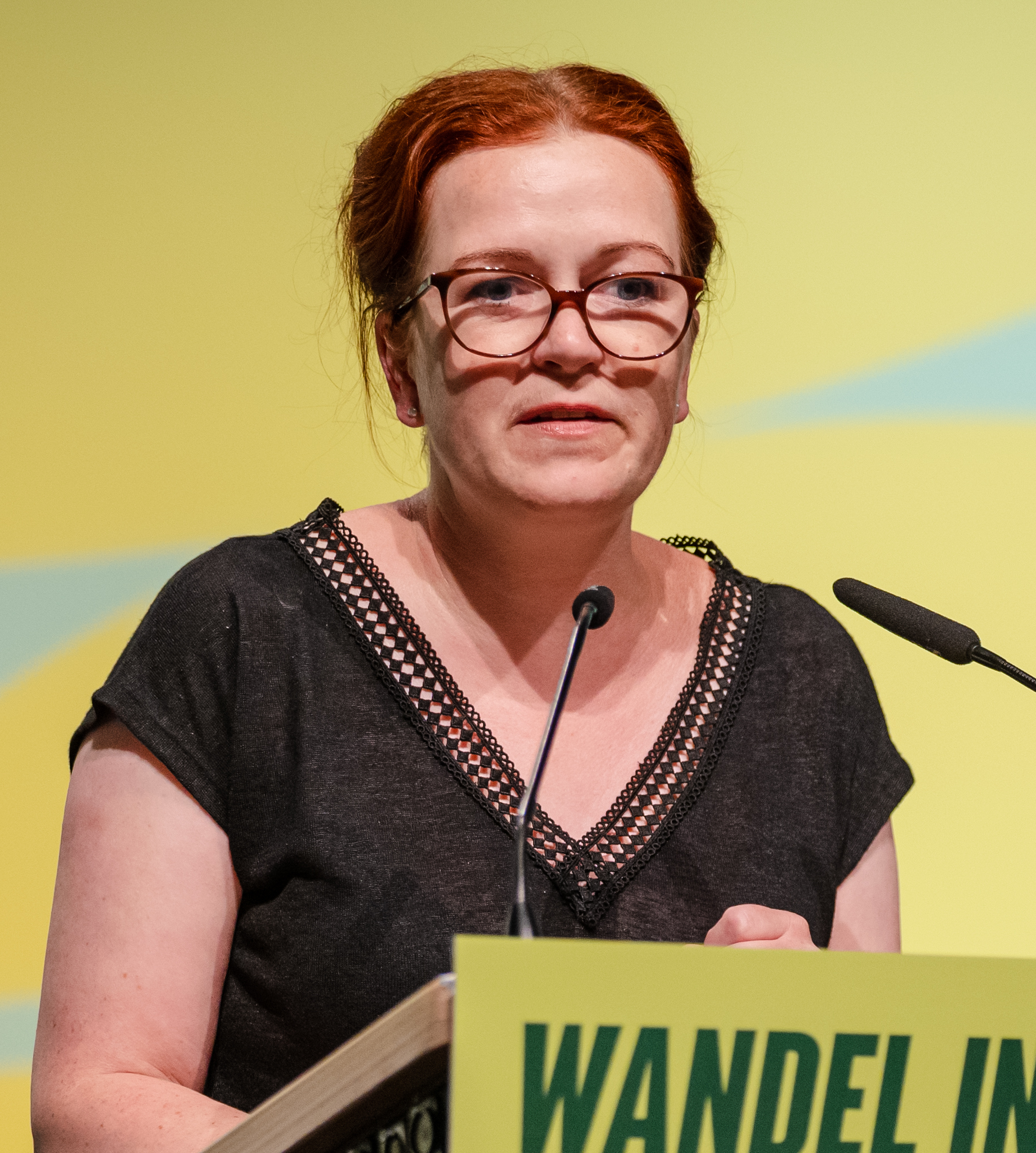
Katja Dörner (2022)

Katja Dörner (* 18. Februar 1976 in Siegen) ist eine deutsche Politikerin (Bündnis 90/Die Grünen). Seit dem 1. November 2020 ist sie Oberbürgermeisterin von Bonn. Zuvor war sie von 2009 bis 2020 Mitglied des Deutschen Bundestages und ab 2013 stellvertretende Vorsitzende der Bundestagsfraktion ihrer Partei.

## Leben und Beruf
Dörner wuchs in Steinebach im Landkreis Altenkirchen auf. Nach dem 1995 am Privaten Gymnasium Marienstatt abgelegten Abitur studierte sie Politikwissenschaften, Öffentliches Recht sowie Linguistik und Neuere Deutsche Literaturwissenschaft an der Rheinischen Friedrich-Wilhelms-Universität in Bonn, York und Edinburgh und schloss 2000 als Magistra Artium ab. Von 2001 bis 2002 war Dörner persönliche Referentin der Vorsitzenden der grünen Landtagsfraktion Nordrhein-Westfalen, Sylvia Löhrmann, sowie von 2003 bis 2009 Wissenschaftliche Referentin bei der Fraktion für die Bereiche Schule und Weiterbildung, Kinder, Jugend und Familie.
Katja Dörner war von Juni 2010 bis Juli 2014 Vorstandsmitglied des Instituts Solidarische Moderne. Am 13. Dezember 2013 wurde sie in den Vorstand des Deutschen Kinderhilfswerkes gewählt. Von 2019 bis 2022 war sie Vorstandsvorsitzende beim Deutschen Komitee Katastrophenvorsorge e. V. (DKKV). Seit dem 25. Mai 2023 ist Dörner erste Grüne Vizepräsidentin des Deutschen Städtetages.
Sie ist verheiratet, hat einen Sohn und wohnt im Bonner Stadtteil Auerberg.

## Politik

### Partei
Seit 1992 ist Katja Dörner für die Grünen aktiv, Parteimitglied wurde sie 1998. Am 14. Juni 2014 wurde sie auf der Landesdelegiertenkonferenz in Siegburg in den Landesvorstand der Grünen NRW gewählt.

### Abgeordnete
Dörner wurde 2009 erstmals in den Deutschen Bundestag gewählt. Ab Dezember 2013 war sie stellvertretende Fraktionsvorsitzende von Bündnis 90/Die Grünen und politische Koordinatorin des Arbeitskreises Wissen, Gesellschaft und Gesundheit. In der 17. Wahlperiode war sie kinder- und familienpolitische Sprecherin ihrer Fraktion, Mitglied im Ausschuss für Familie, Senioren, Frauen und Jugend sowie im Haushaltsausschuss. Bis Juli 2011 war sie Mitglied der Kinderkommission des Deutschen Bundestages. Ab der 18. Wahlperiode war sie erneut Mitglied im Ausschuss für Familie, Senioren, Frauen und Jugend und stellvertretendes Mitglied in der Kinderkommission des Deutschen Bundestages, sowie im Ausschuss für Gesundheit. Nach ihrer Wahl zur Bonner Oberbürgermeisterin legte sie ihr Mandat im Oktober 2020 nieder und schied aus dem Bundestag aus. Für sie rückte Janosch Dahmen nach.
Sie zog stets über die Landesliste Nordrhein-Westfalen in den Bundestag ein und trat zudem als Direktkandidatin im Bundestagswahlkreis Bonn an.

### Oberbürgermeisterin von Bonn
Ende August 2019 kündigte sie ihre Kandidatur zur Oberbürgermeisterwahl in Bonn 2020 an. Folgende Inhalte wollte sie thematisieren: Familienfreundlichkeit, stärkere Bürgerbeteiligung und Bildung und besonders Umweltthemen, u. a. mit dem Ziel, klimaneutrale Stadt zu werden. Der Verkehr solle konsequent an Fuß- und Radverkehr ausgerichtet werden.
Bei der Wahl am 13. September 2020 landete Dörner mit 27,6 Prozent der Stimmen auf dem zweiten Platz, woraufhin sie am 27. September in einer Stichwahl gegen Amtsinhaber Ashok-Alexander Sridharan (CDU) antrat. Diese gewann sie mit 56,27 Prozent der Stimmen. Ihre Amtszeit begann am 1. November.

## Mitgliedschaften
- Sie ist Mitglied im Kuratorium des Kinderhilfswerks Plan International Deutschland.